# 120 mm moździerz M120 HSW
M120 – polski moździerz kalibru 120 mm. Nie był produkowany seryjnie. Opracowany w Hucie Stalowa Wola.